# 痒螨属
痒螨属（学名：Psoroptes）为痒螨科的一个属。痒螨寄生于动物皮肤表面引起的接触性、传染性皮肤病。痒螨属有5个物种，但有学者认为马痒螨是最先命名的，所有痒螨都是马痒螨的变种。例如将有兔痒螨（Psoroptes cuniculi）称为Psoroptes equi var.cuniculi。

## 下级分类
本属包括以下物种：
- Psoroptes cervinus  (scabies mite)
- 兔痒螨 Psoroptes cuniculi
- 马痒螨 Psoroptes equi
- 水牛痒螨 Psoroptes natalensis（英语：Psoroptes natalensis）
- 绵羊痒螨 Psoroptes ovis